# Andasol
Andasol es una central eléctrica de energía solar de concentración. Es el primer complejo termosolar del mundo con almacenamiento térmico. Andasol, formado por Andasol-1, Andasol-2 y Andasol-3, se encuentra ubicado en la comarca de Guadix, en los municipios de Aldeire y La Calahorra, en la provincia de Granada, España. Andasol-1, Andasol-2 y Andasol-3, de 50 MW cada una, han sido construidas en uno de los altiplanos más elevados y extensos de la península ibérica. La elevación media es de 1100 m. Gracias a esta altura posee uno de los mejores recursos de radiación solar directa de España.
Su situación próxima a una línea de alta tensión de 400 kV, la disponibilidad de aguas de refrigeración provenientes de la falda norte de Sierra Nevada, la proximidad de infraestructuras de carretera y ferrocarril y la disposición de terreno llano sin protección por causas medioambientales, hace que sea el emplazamiento perfecto para la implementación del proyecto.
Los proyectos termosolares Andasol, Extresol y Manchasol están siendo promovidos, construidos y operados por el Grupo ACS a través de su área en renovables, Cobra Energía. ACS lidera el mercado de las nuevas tecnologías de colectores solares europeos, desarrollados en colaboración con la planta solar de Almería y cualificados comercialmente en las plantas SEGS de California.
Con una inversión de cerca de 300 millones de euros por planta, se trata de las mayores plantas solares del mundo construidas en los últimos 15 años y solo superadas por SEGS VIII y SEGS IX (90 MWe cada una) construidas en California a principios de la década de 1990. Las plantas deberían suministrar electricidad a 200.000 hogares.
La novedad de estas centrales, dentro del mundo de las energías renovables, consiste en su gestionabilidad, es decir, su capacidad de entregar energía a la red eléctrica en función de las necesidades. Esto se consigue gracias a campos solares sobredimensionados respecto a las turbinas y al almacenamiento de la energía térmica sobrante (en horas de insolación) en grandes tanques de sales fundidas. Esta energía térmica acumulada genera electricidad a demanda en momentos en que la luz solar disminuye o es nula.
Los tres proyectos de Andasol fueron iniciados secuencialmente: Andasol-1 (completado en 2008), Andasol-2 (completado en 2009) y Andasol-3 (completado en 2011). Cada uno de ellos genera aproximadamente 165 GW-h al año (en total 495 GW-h las tres). El costo total de la construcción de las instalaciones de los tres proyectos ha sido estimado en 900 millones de euros, de los que la Comisión Europea financiaría 5 millones de euros. Finalmente el costo por planta varió de 300 millones de euros para Andasol-1, hasta los 400 millones de euros para Andasol-3.

## Características

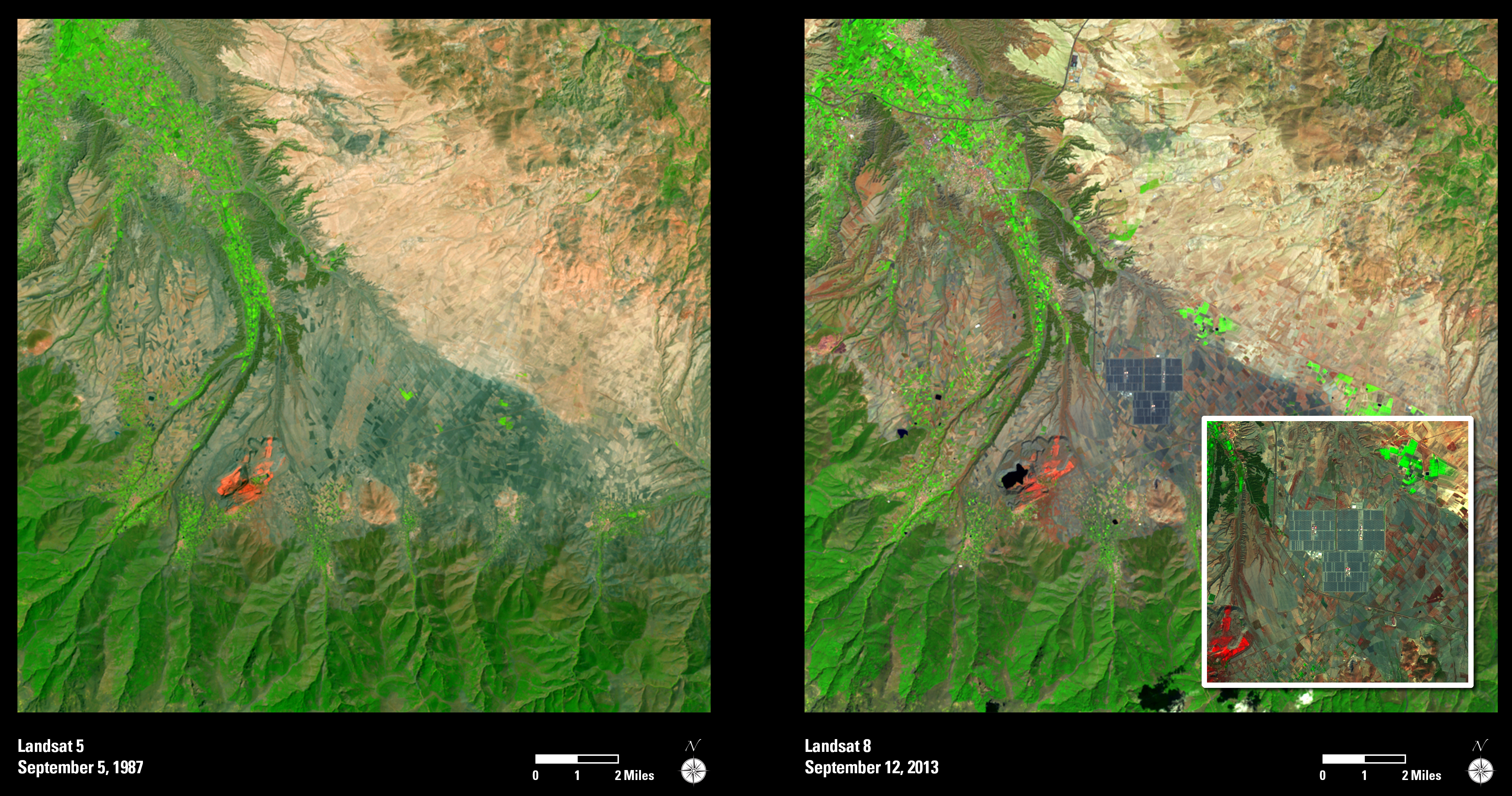
Imagen de satélite de las instalaciones de Andasol

- Capacidad de turbina: 49,9 MW
- Generación anual eléctrica: 181 831 000 kWh
- Eficiencia anual media de conversión de radiación a energía eléctrica: 16 %
- Horas de operación al año: 3644 h a plena carga
- Producción evitada de CO2: 152 000 tm/año
- Evacuación eléctrica: Central gestionable. Esta característica dota a la red eléctrica de una estabilidad ante huecos de tensión y la hace programable.

## Generación
- Tecnología cilindro parabólica
- Capacidad de almacenamiento: 1010 MWht térmicas para 7,5 horas de operación a plena carga
- Energía térmica aportada por el campo solar: 437 646.000 kWht/a
- Tamaño del campo solar: 180 000 m² x 3
- Radiación normal directa anual recibida por metro cuadrado: 2136 kWh/m2a
- Eficiencia anual media de conversión de radiación a vapor solar en el campo solar: 43 %

## Descripción
El principio fundamental del proyecto es el de convertir la energía primaria solar en energía eléctrica mediante un campo solar de colectores cilindro parabólicos, un sistema de almacenamiento de energía térmica de 7,5 horas de capacidad a base de sales fundidas y un ciclo de vapor de 49,9 megavatios (MW) de capacidad nominal. El campo solar comprende 624 unidades de colector ocupando una superficie total de 510 120 m², formando 156 lazos paralelos de cuatro colectores conectados en serie. Los colectores cilindro parabólicos consisten en un sistema de concentración de geometría cilindro parabólica, dotado de una mecanismo de seguimiento del sol para que en todo momento la radiación solar incida sobre los reflectores y se caliente así el fluido transmisor de calor (aceite).

## Desarrollo
La construcción de las plantas de Andasol-1 y Andasol-2 fue llevada a cabo por Solar Millennium (25 %) y Grupo ACS (75 %). Posteriormente, Solar Millennium vendió su participación al Grupo ACS. La planta de Andasol-3 ha sido desarrollada por un consorcio formado por Solar Millennium y MAN Ferrostaal. Marquesado Solar es el inversor y operador de Andasol-3, estando esta empresa participada por:
- Stadtwerke München (48,9 %)
- MAN Ferrostaal AG (26 %)
- RWE Innogy y RheinEnergie AG (25,1 %)[17]

## Cronología
- Construcción de la central Andasol-1: junio de 2006 - junio de 2008
- Construcción de la central Andasol-2: marzo de 2007 – marzo de 2009
- Construcción de la central Andasol-3: entra en funcionamiento en enero de 2011

## Objetivos

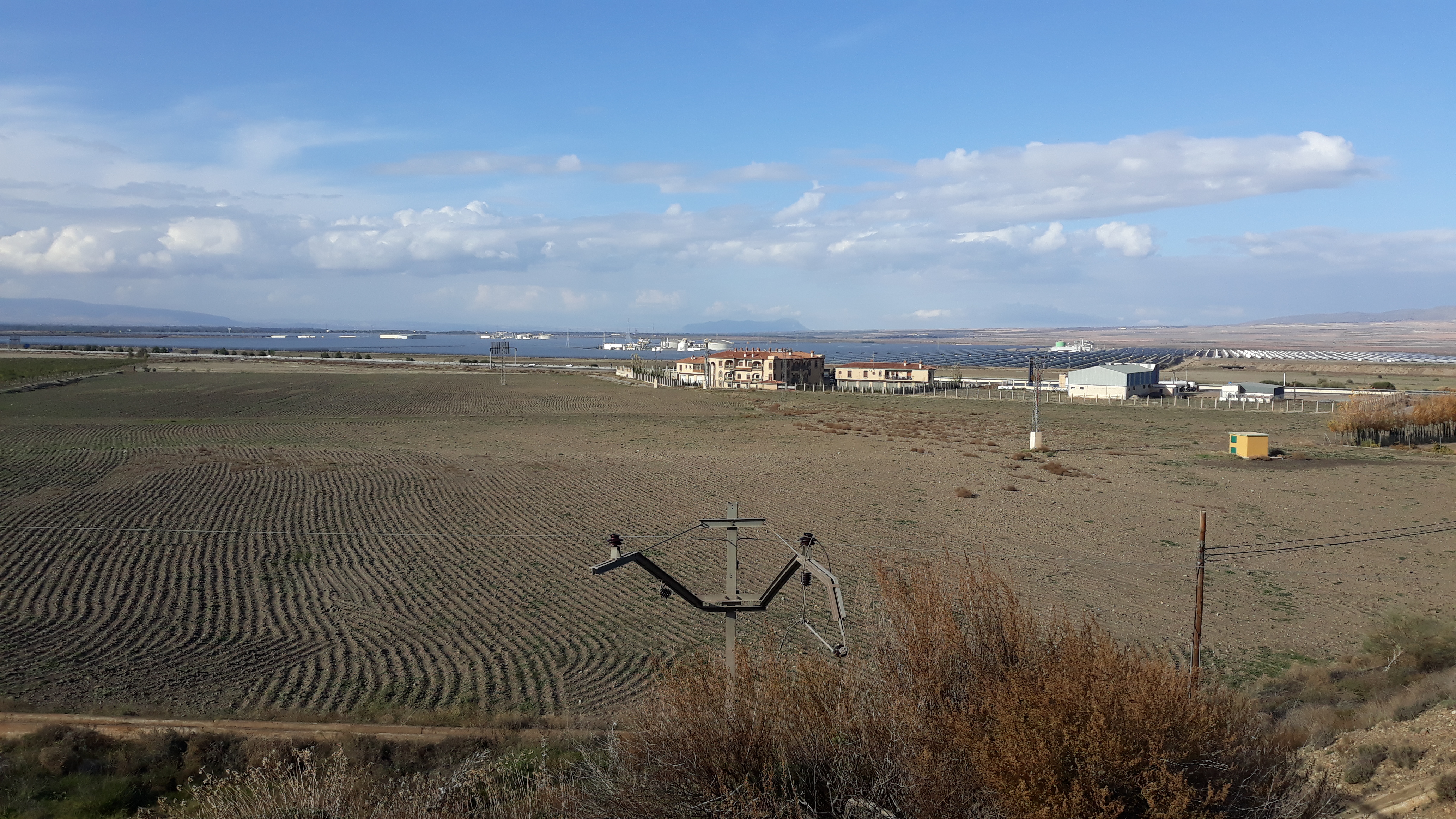
Vista del complejo desde una carretera cercana

1. Contribuir con la producción anual de 178,9 millones de kilovatios hora (kWh) puramente solares a cumplir con los compromisos que España ha asumido en Kioto por la reducción de las emisiones.
2. Suministrar electricidad gracias a las 7,5 horas de almacenamiento térmico, a través de un sistema de tanques de sales. De esta manera ofrecen una estabilidad, sin fluctuaciones ni interrupciones, a la red eléctrica.
3. Evitar anualmente la emisión de unos 152 millones de kilos de CO2 para proteger el clima y el medio ambiente.
4. Liderar el mercado con una nueva tecnología de colectores solares europeos.
5. Desarrollar la base de la experiencia e infraestructura de un recurso prometedor de energía renovable, conduciendo así a oportunidades adicionales de empleo y de fabricación.

Andasol contribuye al cumplimiento de los objetivos del gobierno autonómico en el PLEAN, plan de en el que se expresa el interés para que en el año 2010 al menos el 15 % de la energía total demandada tenga su origen en fuentes renovables.
Andasol se alinea perfectamente en una de las Líneas Prioritarias de Actuación con Prioridad I del PLan de Fomento de las Energías Renovables de España, que demanda la realización de una planta de demostración comercial con sistema de concentración cilindro parabólica.
Respecto al valor añadido y contribución de Andasol a los objetivos de la Unión Europea, los expertos de la Comisión califican que el proyecto da fuerza a la industria termosolar Europea, contribuye significativamente a los objetivos políticos de la Unión Europea (especialmente para los países del sur de Europa) y da iniciativa a exportaciones de la Unión Europea a los cuatro proyectos apoyados por el GEF.